# Brandon (Flórida)
Brandon é uma Região censo-designada localizada no estado americano da Flórida, no Condado de Hillsborough.

## Demografia
Segundo o censo americano de 2000, a sua população era de 77.895 habitantes.

## Geografia
De acordo com o United States Census Bureau tem uma área de 75,9 km², dos quais 74,4 km² cobertos por terra e 1,5 km² cobertos por água. Brandon localiza-se a aproximadamente 14 m acima do nível do mar.

## Localidades na vizinhança
O diagrama seguinte representa as localidades num raio de 8 km ao redor de Brandon. 